# Rahman Dawudi
Rahman Dawudi (pers. رحمان داوودی; ur. 18 lutego 1988) – irański siatkarz, grający na pozycji przyjmującego w klubie Mizan Chorasan.